# ایگوبل
ایگوبل (به فرانسوی: Aiguebelle) یک کمون در فرانسه است که در Canton of Aiguebelle واقع شده‌است.

## خصوصیات
ایگوبل ۳٫۸۵ کیلومترمربع مساحت و ۱٬۰۶۹ نفر جمعیت دارد و ۳۲۳ متر بالاتر از سطح دریا واقع شده‌است.